# 21504 Caseyfreeman
21504 Caseyfreeman è un asteroide della fascia principale. Scoperto nel 1998, presenta un'orbita caratterizzata da un semiasse maggiore pari a 2,6520727 UA e da un'eccentricità di 0,0683628, inclinata di 9,08757° rispetto all'eclittica.